# Michel Jonasz (album, 1974)
Pour le chanteur, voir Michel Jonasz.
Albums de Michel Jonasz
Changez tout
(1975)
Singles
1. Dites-moi / Super Nana
Sortie : 1974

Michel Jonasz est le premier album studio de Michel Jonasz sorti en 1974.
Les deux titres les plus connus de cet album sont Dites-moi et Super nana. Les auteurs et compositeurs des chansons sont Michel Jonasz, Frank Thomas, Alain Goldstein, Pierre Grosz et Jean-Claude Vannier. L'album s'est vendu à plus de 100 000 exemplaires en France.

## Titres
| 1.    | Dites-moi                      | Frank Thomas        | Michel Jonasz       | 3:18 |
| 2.    | Premièrement                   | Frank Thomas        | Alain Goldstein     | 3:20 |
| 3.    | Le Roi des fous et des oiseaux | Frank Thomas        | Alain Goldstein     | 3:10 |
| 4.    | Le Phare                       | Frank Thomas        | Alain Goldstein     | 3:01 |
| 5.    | Hans Muller                    | Frank Thomas        | Alain Goldstein     | 4:35 |
| 6.    | Super Nana                     | Jean-Claude Vannier | Jean-Claude Vannier | 3:22 |
| 7.    | Si Allah me donne un fils      | Frank Thomas        | Alain Goldstein     | 3:40 |
| 8.    | My Name is Jonasz              | Pierre Grosz        | Alain Goldstein     | 3:18 |
| 9.    | Après la mort Lola             | Frank Thomas        | Alain Goldstein     | 3:43 |
| 10.   | Fanfan                         | Michel Jonasz       | Alain Goldstein     | 2:43 |
| 11.   | Mon territoire de chien        | Frank Thomas        | Alain Goldstein     | 2:28 |
| 12.   | Quand il me faudra mourir      | Frank Thomas        | Alain Goldstein     | 4:40 |
| 41:18 |                                |                     |                     |      |

## Musiciens
- Basse : Sauveur Mallia, Christian Padovan
- Batterie : André Ceccarelli, Dino Lattore, Jean Schultheis
- Clarinette, harmonium, orgue, piano : Jean-Claude Vannier, Jean-Pierre Sabar
- Guitare électrique, guitare folk : Denys Lable, Gérard Kawczynski
- Percussions : Marc Chantereau, Jean Schultheis, Bernard Lubat
- Saxophone : Jean-Louis Chautemps
- Violon arabe : Outchni Mohamed L'Arbi